# Mischa il fachiro

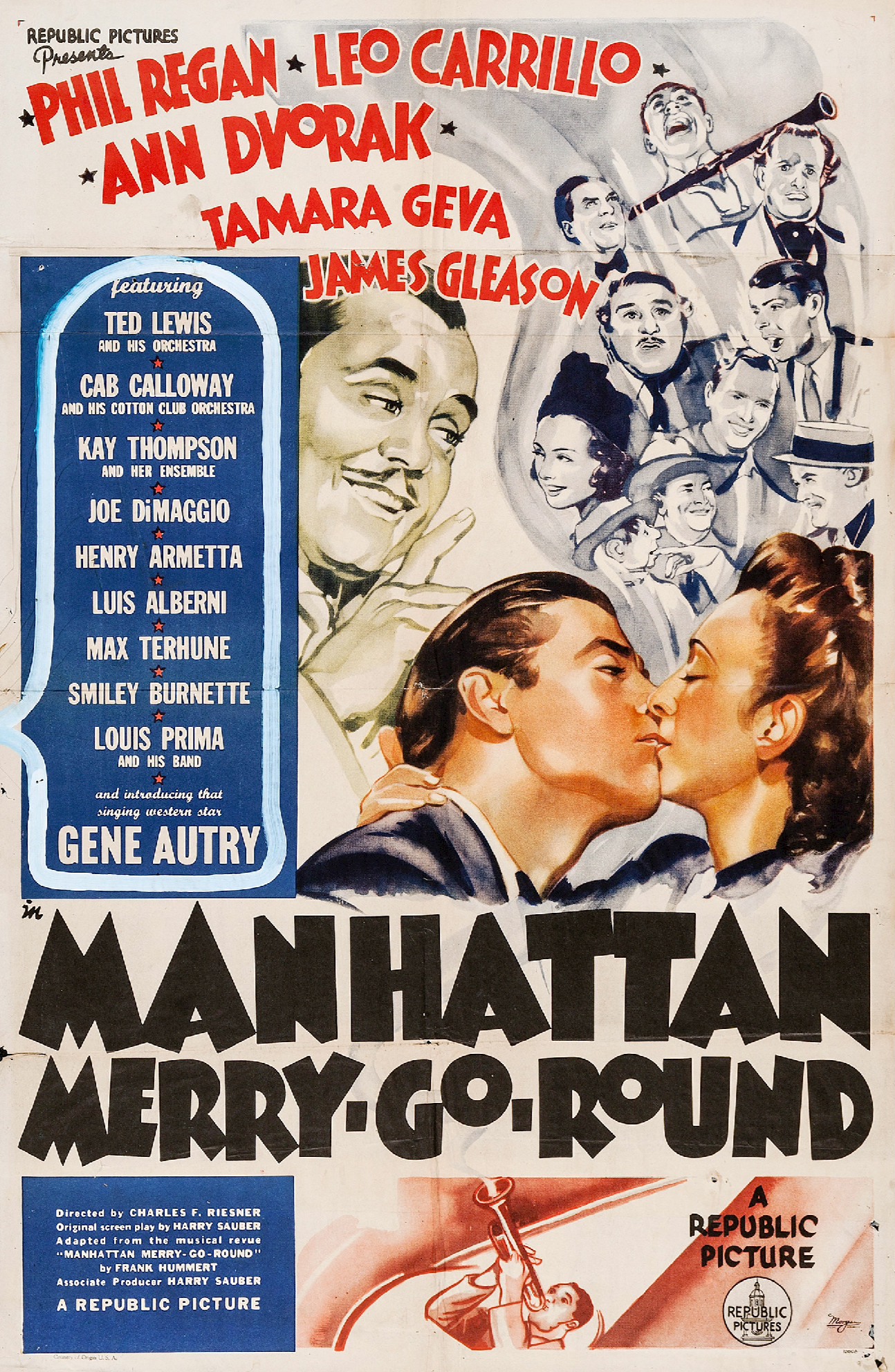
Poster del film "Mischia il fachiro"

Mischa il fachiro (Manhattan Merry-Go-Round) è un film del 1937 diretto da Charles Reisner.